# Legie (Červený trpaslík)
Legie (v anglickém originále Legion) je druhá epizoda šesté série (a celkově třicátá druhá) britského sci-fi sitcomu Červený trpaslík. Poprvé byla odvysílána 14. října 1993.

## Námět
Posádka Kosmiku stále pátrá po své kosmické lodi Jupiterské důlní společnosti Červený trpaslík. Když Kosmika zachytí vlečný paprsek zdánlivě mrtvé a opuštěné výzkumné stanice, zjistí, že zde přežívá zvláštní bytost, která si nechá říkat Legie. Legie má velký zájem, aby přátelé zůstali jejími hosty - až do konce svých životů.

## Děj
Kosmik pokračuje ve sledování kondenzační stopy Červeného trpaslíka. Kocour něco ucítí. Kryton na přístrojích nic nevidí, ale nakonec se přesto ukáže něco podobného infrastřele. Je to naváděcí systém vesmírné stanice, Kosmik je jím polapen a přistane v hangáru kosmického komplexu. Kryton nezaregistruje žádné známky života, navíc z počítačového systému stanice zjistí, že zde kdysi pobývali největší géniové 23. století: Heideger, Davro, Holder, Quyale a nad čímsi tajemným bádali. Muselo to být něco výjimečného. Arnold Rimmer proto navrhne stanici vyrabovat. Jeho návrh je přijat. Posádka se vyzbrojí a vydá se na průzkum.
Stanice je čistá a bělostná. Kocour zaznamená něco mimo své čichové spektrum, krátce poté Kryton zjišťuje známky života. Setkají se se zvláštním tvorem v zelené kombinéze a s podivnou maskou na obličeji, jenž je kombinací robota a živé tkáně. Cizinec převede Rimmerovu projekční jednotku z měkkého světla na tvrdé a vyoperuje Listerovi jeho zanícený apendix. Na otázku, jak se jmenuje, jim odpoví, ať jej nazývají Legie.
Poté pozve své hosty na malé občerstvení. Místnost je plná hodnotných uměleckých děl. Kryton se Legiona zeptá, zda je vytvořil sám. Ten přisvědčí. Zatímco se Legie vzdálí, aby připravil jídlo, navrhne Rimmer ostatním, aby cizince přizvali za člena posádky. Lister oponuje, že takový génius by s nimi nikdy neletěl. Rimmer je však přesvědčí, že stačí vzbudit dobrý dojem, dostat cizince na loď a potom už bude pozdě na to, aby si to Legie rozmyslel.
Když se Legie vrátí s tradičním mimosiánským banketem ze 24. století, začne se Rimmer předvádět: mluví s francouzským přízvukem a obdivuje se vypínači ve zdi, jejž omylem považuje za jedno z uměleckých děl Legie.
„Kupříkladu tato trojrozměrná skulptura je vskutku geniální. Ta jednoduchost, ty dokonalé strohé linie... Smím znát její název?“
„Vypínač.“
Poté zasednou ke stolu, Rimmer, jehož tělo je nyní tvořeno tvrdým světlem, může jíst a mimosiánská kuchyně je vhodná i pro roboty, pročež k hostině zasedne i Kryton. Ten jako jediný z posádky Červeného trpaslíka zná mimosiánské stolovací zvyklosti. Rimmer s Listerem a Kocourem však dělají, že jsou také na úrovni. Což se jim nedaří, neboť neumějí zacházet s mimosiánskými hůlkami z antihmoty. Všichni se dokonale ztrapní, přesto se však nakonec Rimmer odhodlá promluvit na rovinu a nabídne cizinci členství v jejich týmu. Ten nabídku odmítne. Kryton řekne, že se tedy musí rozloučit, neboť je čeká dlouhá cesta. Legie s tím však nesouhlasí a prohlásí je za své hosty od této chvíle až do konce života. Poté je odvede do „cel“, jsou to pokoje vybavené podle gusta příslušného vězně. Legie se o své „hosty“ vzorně stará a dbá o to, aby bylo splněno každé jejich přání.
Přestože je lákavé zůstat a žít jako bohové, je to stále život v zajetí, proto se posádka rozhodne uniknout. Krytonovi dojde, že se Legie patrně živí jejich emocemi, proto se tolik snaží o to, aby byli šťastni. Lister se pokusí omráčit Legiona jednou z jeho soch, přitom Legionovi spadne maska, pod níž se skrývá nestvůrný obličej tvořený rysy Listera, Rimmera, Kocoura i Krytona. Vyjde najevo, že je Legie tvořen osobnostmi všech čtyř členů posádky, což vysvětluje jeho jméno.
„Jmenuji se Legie, protože nás je mnoho.“
Kryton se proto rozhodne uvést Listera a Kocoura do bezvědomí, pokusí se o to i u Arnieho, avšak jeho tělo z tvrdého světla je příliš odolné (Rimmer pak vypne své holosrdíčko, čímž dosáhne požadovaného efektu). Legie nijak nezasáhne, ačkoli je těmito úkony ohrožena jeho další existence.
Když jsou všichni kromě Krytona v bezvědomí, změní se Legie v jeho dvojníka. Ten teď nemůže nijak zaútočit, protože je tvořen pouze Krytonovou osobností, která není schopna zloby. Navíc sdílí jeden z jeho základních principů: lidský život má přednost před životem androida, je tak nucen umožnit posádce Červeného trpaslíka návrat na loď.
Kryton odnese Listera a jeho dvojník-Legie Kocoura. Legie se svěřuje, že se mu částečně ulevilo, že již nemusí sdílet s Rimmerem, Listerem a Kocourem jejich pokřivenou psychiku a že je smířen se svým odchodem do nebytí. Kryton se jej zeptá, zda v dobách, kdy byl tvořen kombinací myslí nejlepších fyziků 23. století nevymyslel něco, co by jim pomohlo dohonit Červeného trpaslíka. Legie vskutku poskytne hvězdný pohon, posádka jej napojí na motory Kosmika, avšak vynález generuje až příliš mnoho energie, začne se vznášet, utrhne se, prorazí plášť Kosmika a zmizí v kosmu.

## Kulturní reference
- Věta, kterou pronese Legie, když vysvětluje své jméno ("Jmenuji se Legie, protože nás je mnoho.") je citátem z Bible konkrétně z Markova evangelia 5:9. Pronese ji člověk posedlý zlými duchy, jež poté Ježíš vyžene do stáda vepřů. Stádo se pak vrhne z útesu do moře a postižený muž se uzdraví.
- Když chce Kryton praštit Rimmera po hlavě, aby jej přivedl do bezvědomí, ten se tomu zbaběle brání. Kryton se jej snaží uklidnit tím, že nic neucítí, neboť na něm provede ionský nervový chvat. Tento chvat je odkazem na známý vulkánský nervový stisk ze seriálu Star Trek.

## Produkce
Pracovní název epizody zněl „Call Me Legion“, později byl zkrácen na „Legion“. Dojde zde k přeměně Arnolda Rimmmera, jeho hologram je od tohoto dílu projektován tvrdým světlem, díky čemuž získá hmat i chuť. Pro autory se stalo nepohodlným, že se postava Rimmera nemohla ničeho dotýkat.
Postavu Legie hraje Nigel Williams. Jeho kostým byl tak těsný, že byl do něj herec doslova všit. Když se Williams vtěsnal do obleku, musel v něm zůstat, dokud se scéna nedotočila.

## Poznámka
Legie sdělí Rimmerovi, že jeho nová světelná včelka (neboli holosrdce) na tvrdé světlo je téměř nezničitelná. Slovo téměř nabyde na významu ve 2. epizodě 7. série „Nachystejte květináče“, kde Eso Rimmer prozradí, že jeho světelná včelka na tvrdé světlo dostala zásah a on pomalu umírá.